# Nu1 Lupi
Pour les articles homonymes, voir Nu Lupi.
Désignations
Nu1 Lupi (en abrégé ν1 Lup) est une étoile de la constellation australe du Loup. Elle est visible à l'œil nu avec une magnitude apparente de 5,00.
L'étoile présente une parallaxe annuelle de 28,55 mas mesurée par le satellite Gaia, ce qui indique qu'elle est distante d'environ ∼ 114 a.l. (∼ 35 pc) de la Terre. Elle s'en rapproche à une vitesse radiale héliocentrique de −11,6 km/s. C'est une étoile à mouvement propre élevé, traversant la sphère céleste selon un rythme de 194,3 mas/an.
Nu1 Lupi est une étoile évoluée jaune-blanc de type spectral F6 III-IV, avec la notation « III-IV » qui indique que son spectre possède des caractéristiques intermédiaires entre une sous-géante et une étoile géante. C'est très probablement la source de l'émission en rayons X détectée à ces coordonnées, avec une luminosité de 1,09 × 1029 erg s-1. L'étoile est estimée être âgée de deux milliards d'années et être 1,67 fois plus massive que le Soleil. Elle tourne lentement sur elle-même, à une vitesse de rotation projetée de 2,8 km/s. Le rayon de l'étoile est 2,7 fois plus grand que le rayon solaire, elle est 10,5 fois plus lumineuse que le Soleil et sa température de surface est de 6 325 K.